# Verein zur Erforschung der Kirchen- und Religionsgeschichte des Ruhrgebiets
Der Verein zur Erforschung der Kirchen- und Religionsgeschichte des Ruhrgebiets e.V. mit Sitz in Bochum wurde 1985 gegründet.
Er kooperiert mit der Theologischen Fakultät der Ruhr-Universität Bochum und ist der Herausgeber einer Vielzahl von Schriften zur Sozialgeschichte und zur Religionsgeschichte im Ruhrgebiet, darunter der seit 1988 erscheinenden Zeitschrift Kirche im Revier.
Eingedenk von Schwerpunkten in Forschung und Lehre und der Interdisziplinarität seines maßgeblichen Mitgründers, des Theologen, Soziologen und Historikers Günter Brakelmann arbeitet der Verein auch mit lokalen Initiativen und Einrichtungen der Sozial- und Wirtschaftsgeschichte zusammen. So konzipierte er gemeinsam mit dem Hoesch-Museum in Dortmund eine Wanderausstellung über Migration und Religion im Ruhrgebiet. Hinzu kamen Diskussionsveranstaltungen über die EU-Binnenwanderung und die integrative Kraft von Religion.